# One Night in Vienna
One Night in Vienna —también conocido como Unbreakable World Tour 2004: One Night in Vienna— es el octavo álbum en video de la banda alemana de hard rock y heavy metal Scorpions, publicado en 2005 por Sony BMG. Posee catorce canciones registradas en directo el 25 de junio de 2004 en el festival Donauinselfest de Viena (Austria), en el marco de la gira promocional del álbum Unbreakable (2004). Como bonus track incluye la presentación en vivo de la canción «Remember the Good Times», grabada el 9 de mayo de 2004 en el Circus Krone de Múnich (Alemania).
Además, cuenta con un documental denominado A German Rock Legend, que relata la historia de la banda desde su inicio en 1965 hasta el 2004. Más tarde, recibió una certificación de disco de platino por la Cámara Argentina de Productores de Fonogramas y Videogramas (CAPIF), tras vender más de 8000 copias en Argentina.

## Lista de canciones
| N.º | Título                      | Escritor(es)                                      | Duración |  |
| 1.  | «New Generation»            | Rudolf Schenker, Klaus Meine                      | 5:01     |  |
| 2.  | «Love'em Or Leave'em»       | Schenker, Meine, James Kottak                     | 4:32     |  |
| 3.  | «Bad Boys Running Wild»     | Schenker, Meine                                   | 3:56     |  |
| 4.  | «The Zoo»                   | Schenker, Meine                                   | 6:21     |  |
| 5.  | «Deep and Dark»             | Meine, Matthias Jabs                              | 3:59     |  |
| 6.  | «Coast to Coast»            | Schenker                                          | 4:33     |  |
| 7.  | «Holiday»                   | Schenker, Meine                                   | 4:25     |  |
| 8.  | «Through My Eyes»           | Schenker, Meine                                   | 5:02     |  |
| 9.  | «Blackout»                  | Schenker, Meine, Herman Rarebell, Sonja Kittelsen | 3:56     |  |
| 10. | «Blood Too Hot»             | Schenker, Meine                                   | 4:11     |  |
| 11. | «Big City Nights»           | Schenker, Meine                                   | 5:25     |  |
| 12. | «Still Loving You»          | Schenker, Meine                                   | 6:14     |  |
| 13. | «Wind of Change»            | Meine                                             | 5:21     |  |
| 14. | «Rock You Like a Hurricane» | Schenker, Meine, Rarebell                         | 7:21     |  |

| Bonus clip - En vivo en el Circus Krone, Alemania, 2004 |                           |                                |          |  |
| N.º                                                     | Título                    | Escritor(es)                   | Duración |  |
| 15.                                                     | «Remember the Good Times» | Schenker, Meine, Eric Bazilian | 3:17     |  |

| Rockumentary |                                     |          |  |
| N.º          | Título                              | Duración |  |
| 16.          | «A German Rock Legend» (documental) | 1:13:23  |  |

## Certificaciones
| País      | Organismo certificador | Certificación | Ventas certificadas | Ref.  |
| --------- | ---------------------- | ------------- | ------------------- | ----- |
| Argentina | CAPIF                  | Platino       | 8000                | [ 3 ] |

## Músicos
- Klaus Meine: voz
- Rudolf Schenker: guitarra rítmica, guitarra líder y coros
- Matthias Jabs: guitarra líder
- Paweł Mąciwoda: bajo
- James Kottak: batería y coros